# Opérations navales dans l'Arctique durant la Seconde Guerre mondiale
Seconde Guerre mondiale (1939-1945)
Batailles
Europe
- Pologne
- Drôle de guerre
- Guerre d'Hiver
- Danemark et Norvège
- France et Benelux
- Angleterre
- Balkans
- Front de l'Est
- Finlande
- Sicile
- Italie
- Laponie
- Front de l'Ouest (1944-1945)

Asie-Pacifique
- Chine
- Océan Pacifique
- Indochine française
- Asie du Sud-Est
- Birmanie et Inde
- Pacifique Sud-Ouest
- Japon
- Mandchourie et Corée du Nord

Méditerranée et Moyen-Orient
- Afrique du Nord
- Afrique de l'Est
- Mer Méditerranée
- Mer Adriatique
- Malte
- Yougoslavie
- Irak
- Syrie-Liban
- Iran
- Italie
- Dodécanèse
- Sud de la France

Autres campagnes
- Océan Atlantique
- Océan Arctique
- Bombardements stratégiques
- Amériques
- Afrique occidentale française
- Océan Indien

Coup d'État
- Yougoslavie
- Irak
- Italie
- Roumanie
- Bulgarie
- Hongrie

Les opérations navales dans l'océan Arctique consistèrent en une série d'affrontements et d'escarmouches entre la Kriegsmarine et les marines de l'URSS et des alliés occidentaux dans les régions polaires. L'activité militaire dans ce domaine entre 1939 et 1945 est souvent considérée comme faisant partie de la bataille de l'Atlantique ou du théâtre européen de la Seconde Guerre mondiale.

## Contexte
La guerre d'hiver de 1939-1940 entre la Finlande et l'Union soviétique a ouvert le flanc nord du front oriental de la Seconde Guerre mondiale. La présence navale de l' Arctique était initialement dominée par la flotte du Nord soviétique de quelques destroyers avec un plus grand nombre de sous-marins, de dragueurs de mines et de torpilleurs soutenus par des brise-glaces.
Le succès de l'invasion allemande de la Norvège (avril à juin 1940) a fourni à la Kriegsmarine des bases navales à partir desquelles les navires pourraient défier des unités de la Home Fleet de la Royal Navy. Les avions anti-maritimes de la Luftwaffe de la Kampfgeschwader 26 (KG 26) et de la Kampfgeschwader 30 (KG 30) opéraient depuis les aérodromes norvégiens, tandis que les avions de la Küstenfliegergruppen, (Heinkel He 115 et Blohm & Voss BV 138), effectuaient des reconnaissances de routine.
À la suite de l'invasion de l'URSS par le Troisième Reich qui a commencé le 22 juin 1941, les Alliés ont lancé une série de convois PQ et JW pour apporter des fournitures militaires à l'Union soviétique. Les croiseurs d'escorte manœuvraient généralement à l'extérieur des formations, tandis qu'une force de couverture plus importante, comprenant des cuirassés et des porte-avions à proximité pouvait engager les grands bâtiments de la Kriegsmarine ou pour attaquer les bases navales allemandes en Norvège.
L'Union soviétique et l'Allemagne ont déployé chacune de plus petits convois côtiers : pour maintenir le flux de fournitures vers la côte arctique soviétique, pour transporter des minerais métalliques stratégiques de la Scandinavie vers l'Allemagne et pour soutenir les troupes des deux côtés du flanc nord du front oriental. Les convois soviétiques longeaient la côte pour éviter la glace, tandis que les convois allemands utilisaient des fjords pour échapper aux patrouilles de la Royal Navy. Les deux parties ont consacré des efforts continus à la pose de mines et au déminage de ces routes peu profondes et vulnérables à la guerre des mines et aux embuscades sous-marines. Les dragueurs de mines et les chasseurs de sous-marins surveillaient généralement les convois allemands, tandis que les convois soviétiques étaient souvent protégés par des chalutiers armés, de dragueurs de mines et des torpilleurs.
Une branche de la Pacific Route (en) a commencé à transporter des marchandises de prêt-bail à travers le détroit de Béring jusqu'à la côte arctique soviétique en juin 1942. Le nombre de voyages de cargos en direction ouest le long de cette route était de 23 en 1942, 32 en 1943, 34 en 1944 et 31 après la capitulation de l'Allemagne en mai 1945. Une grande partie du tonnage de la route arctique représentait du carburant pour les aérodromes sibériens sur la route aérienne Alaska-Sibérie.

## Déroulement

### Début des conflits (1939)
- 6 septembre 1939 : le SS Bremen allemand est le premier des 18 navires marchands allemands à se réfugier à Mourmansk après avoir évité les patrouilles navales britanniques dans l'Atlantique.
- 30 novembre 1939 : l'invasion de la Finlande par l'URSS (guerre d'Hiver) et la prise de Petsamo est soutenue par les destroyers de la flotte soviétique du Nord soviétique Kuibishev, Karl Liebknecht et Grozny.

### Invasion de la Norvège (avr. 1940- juin 1941)

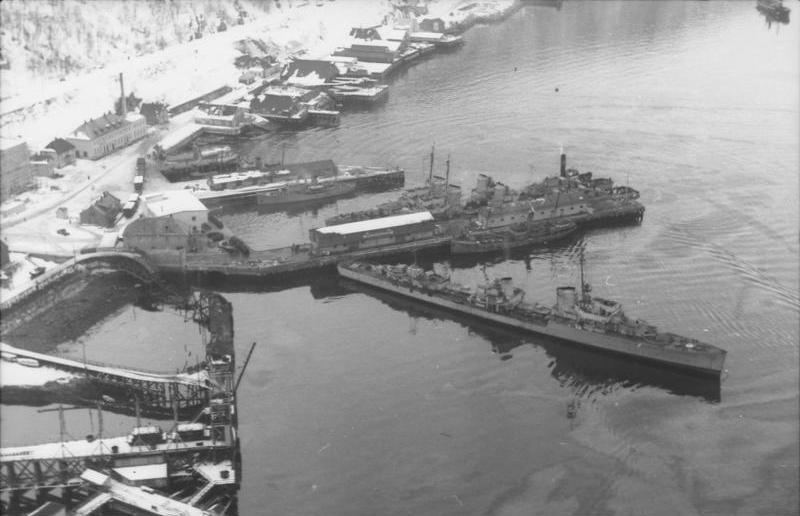
Les destroyers Diether von Roeder et Wolfgang Zenker débarquent des troupes à Narvik

- Avril 1940 : l'opération Weserübung comprend une invasion de Narvik par des troupes embarquées à bord de dix destroyers de la Kriegsmarine. Les cuirassés Scharnhorst et Gneisenau engagèrent brièvement le HMS Renown ; et les batailles ultérieures de Narvik impliquèrent les navires de défense côtière norvégiens Eidsvold et Norge, les U-boats et les unités de la Royal Navy.
- 4 mai 1940 : le destroyer polonais Grom est coulé au large de Narvik par un bombardier KG 100.
- 21 mai 1940 : le HMS Effingham est sabordé après s'être échoué près de Narvik.
- 4 juin 1940 : à la fin de la campagne de Norvège l'opération Alphabet participe à l'évacuation de 24 600 soldats alliés de Narvik.

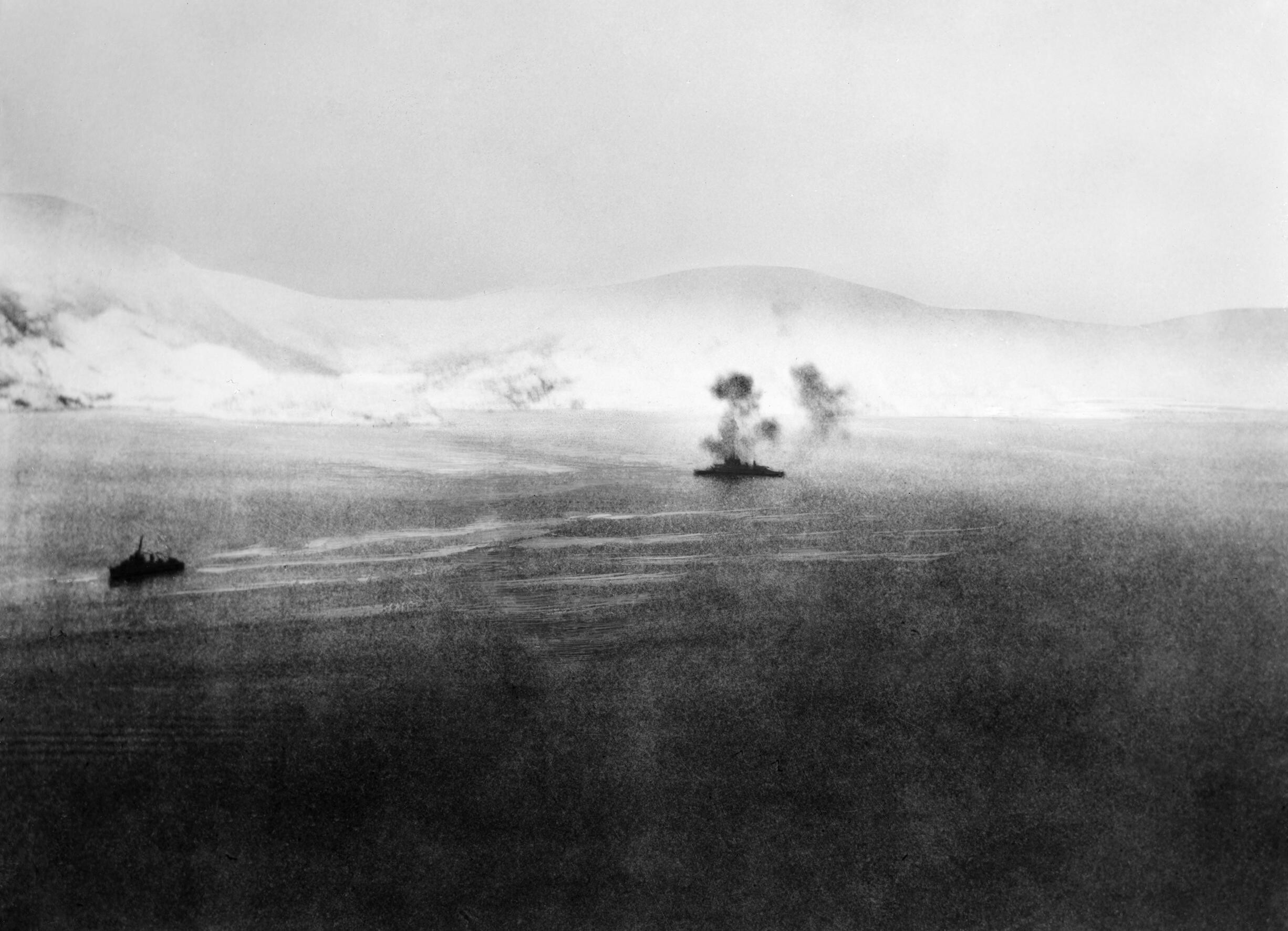
Le HMS Warspite soutenant les troupes alliées à Narvik

- 8 juin 1940 : les Scharnhorst et Gneisenau coulent le porte-avions britannique HMS Glorious et ses destroyers d'escorte HMS Acasta et HMS Ardent pendant l'opération Juno.
- 9 juillet 1940 : le croiseur auxiliaire Komet a navigué au nord de Bergen et a attendu près de la Nouvelle-Zemble, jusqu'au 13 août 1940 pour naviguer à travers le détroit de Matotchkine dans la mer de Kara. Avec l'aide de trois brise-glaces soviétiques il est entré dans l'océan Pacifique par le détroit de Béring le 5 septembre 1940. Le sous-marin soviétique Shch-423 a fait un voyage similaire de Mourmansk à Vladivostok du 5 août au 17 octobre.
- 25 juillet 1940 : l'Admiral Hipper part pour une patrouille de deux semaines dans l'Arctique.
- 15 août 1940 : le navire de transport SS American Legion (en) quitte Petsamo pour New York, transportant des ressortissants américains de Finlande, d'Estonie, de Lettonie, de Lituanie, de Suède, du Danemark, de Norvège, d'Allemagne et des Pays-Bas. Il a également transporté la princesse Märtha de Suède avec ses enfants et un canon Bofors 40 mm fabriqué en Suède qui est devenu le prototype pour la fabrication américaine du principal canon anti-aérien de la marine américaine de la Seconde Guerre mondiale.

Des réservoirs d'huile de poisson en feu sur les Lofoten vu du HMS Legion pendant l'opération Claymore

- 25 août 1940 : le HMS Norfolk et le HMAS Australia ont navigué pour une patrouille de cinq jours à Bear Island.
- 16 octobre 1940 : le HMS Furious lance une frappe aérienne contre la base d'hydravions de Tromsø.
- 4 mars 1941 : le HMS Edinburgh et le HMS Nigeria couvrent le raid de l'opération Claymore sur les Lofoten.
- 11 avril 1941 : le HNoMS Mansfield (en) détruit l'usine d'huile de poisson d'Øksfjord.
- 7 mai 1941 : les destroyers HMS Somali, HMS Bedouin, HMS Eskimo et le HMAS Nestor capturent des documents de code à bord du navire météorologique allemand München près de l'Île Jan Mayen alors qu'ils étaient couverts par les croiseurs HMS Edinburgh, Manchester et Birmingham. Le HMS Nigeria a fait une capture similaire du navire météorologique Lauenburg le 28 juin.

### Invasion de l'URSS (juin-oct. 1941)
- 25 juin 1941 : le navire de troupes soviétique Mossovet apporte des renforts à Titovka ; et les destroyers soviétiques Kuibishev et Uritski ont débarqué des renforts supplémentaires le 30 juin.
- 1er juillet 1941 : les U-451 et U-652 sont les premiers U-boot stationnés dans l'Arctique.
- 12 juillet 1941 : les destroyers de la Kriegsmarine Richard Beitzen, Hermann Schoemann, Hans Lody, Friedrich Eckoldt et Karl Galster attaquent un petit convoi soviétique près du cap Teriberski.
- 14 juillet 1941 : les destroyers soviétiques Gromky, Gremyashchy, Stremitleny et Kuibishev retardent une avance d'infanterie allemande près de la rivière Zapadnaya Litsa.
- 20 juillet 1941 : le destroyer soviétique Stremitleny est coulé dans la baie de Kola par un Junkers Ju 87.
- 23 juillet 1941 : les destroyers de la Kriegsmarine Richard Beitzen, Hermann Schoemann, Friedrich Eckoldt et Karl Galster coulent le navire de recherche soviétique Meridian près de Teriberka.
- 30 juillet 1941 : les HMS Furious et Victorious lancent des frappes aériennes sur Petsamo et Kirkenes ; Victorious a lancé une frappe aérienne sur Tromsø le 31 juillet. Ces frappes aériennes ont repoussé une patrouille de destroyers de la Kriegsmarine.
- 31 juillet 1941 : Les HMS Nigeria, Aurora, Punjabi et Tartar détruisent une station météorologique sur Bear Island.
- Août 1941 : les sous-marins britanniques HMS Tigris et Trident sont transférés à Mourmansk.
- 10 août 1941 : les destroyers de la Kriegsmarine Richard Beitzen, Hans Lody et Friedrich Eckoldt coulent le patrouilleur soviétique Tuman près de la baie de Kola. l'U-451 a coulé le navire de patrouille soviétique Zhemchug à l'entrée de la mer Blanche.
- 19 août 1941 : le transport de troupes Empress of Canada part de Scapa Flow avec les HMS Aurora, Nigeria, Icarus, Antelope et Anthony pour évacuer les résidents soviétiques et norvégiens après la destruction des mines de charbon du Spitzberg par l' opération Gauntlet. Les navires de guerre ont rencontré un convoi de troupes allemandes au large de Porsangerfjorden et ont coulé l'escorteur Bremse le 6 septembre.
- 26 août 1941 : l'U-571 coule le Mariya Ulyanova de 3870 tonnes.
- 31 août 1941 : le convoi Dervish arrive à Arkhangelsk, amorçant le début du transport de matériel de guerre allié autour de la Norvège vers l'Union soviétique. Le convoi était escorté par les HMS Devonshire, Suffolk et Victorious, qui ont lancé des frappes aériennes contre Tromsø.
- 12 septembre 1941 : le sous-marin soviétique Shch-422 coule Ottar Jarl de 1459 tonnes au large de Tanafjord.
- 27 septembre 1941 : Max Aitken et William Averell Harriman arrivent à Arkhangelsk à bord du HMS London.
- 7 octobre 1941 : le HMS Victorious lance une frappe aérienne contre Vestfjord.

### Convois de l'Arctique (1941-1943)
78 convois ont navigué entre août 1941 et mai 1945, avec deux interludes de juillet à septembre 1942, et de mars à novembre 1943. Environ 1 400 cargos ont livré du matériel vital à l'URSS selon les termes du programme Lend-Lease. Les pertes s'élèvent pour les Alliés à 85 navires marchands et 16 navires de la Royal Navy (2 croiseurs, 6 destroyers et 8 escorteurs de moindre tonnage), et pour les Allemands à un croiseur de bataille, trois destroyers et au moins 30 sous-marins de la Kriegsmarine, sans compter un nombre considérable d'avions.
Raid allemand en océan Arctique (1942)

### Dernières opérations (1944-45)
- 17 juin 1944 : un avion soviétique coule Dixie de 1.610 tonnes et endommage Marga Cords 1.112 tonnes et Florianopolis de 7.419 tonnes près de Hammerfest.
- 17 juillet 1944 : échec de l'attaque du porte-avions britannique contre le Tirpitz lors de l'opération Mascot. Celui-ci a terminé la réparation des dommages à Altafjord le 31 juillet.
- 17 août 1944 : des avions soviétiques coulent deux navires marchands près de Kirkenes.
- 19 août 1944 : des torpilleurs soviétiques coulent le Colmar allemand de 3 946 tonnes de Colmar près de Persfjord.
- 21 août 1944 : l'U-344 coule l'escorteur HMS Kite du convoi JW 59, et est coulé par un Fairey Swordfish du porte-avions HMS Victorious.
- 22-29 août : les avions britanniques attaquent à plusieurs reprises le cuirassé Tirpitz pendant les opérations Goodwood, mais n'infligent que des dégâts légers. L'U-354 a coulé le HMS Bickerton et endommage le HMS Nabob de la flotte britannique avant d'être coulé par des escortes le 24 août.

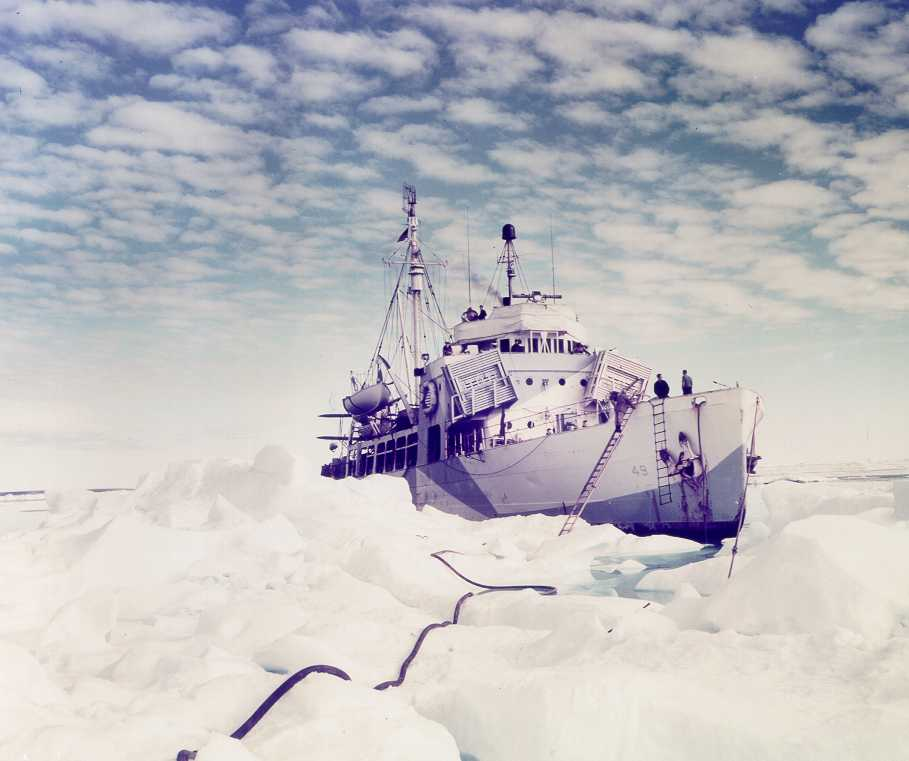
Cutter USCG Northland opérant au large du Groenland

- Août-septembre 1944 : les opérations de sous-marins allemands dans la mer de Kara contre la navigation soviétique entraînent la perte de trois anciens dragueurs de mines américains de la classe Admirable transférés aux Soviétiques sous prêt-bail : T-118, T-114 et T-120 en plus de la corvette soviétique Brilliant. Cependant, un seul marchand a été perdu, le Marina Raskova de 7 540 tonnes, en plus d'un navire d'étude. Les Allemands ont perdu l'U-362 après des charges en profondeur par le dragueur de mines soviétique T-116 (un autre navire de classe Admirable transféré des États-Unis).

1er septembre 1944 : le navire météorologique allemand Kehdingen est sabordé au large du Groenland lorsqu'il a été trouvé par l'USCGC Northland.
- 2 septembre 1944 : les escortes du convoi RA 59 coulent l'U-394.
- 16 septembre 1944 : un avion soviétique coule le Wolsum de 3.668 tonnes à Kirkenes. Une autre attaque endommage leFriesenland de 5.434 tonnes au large du Cap Nord le 20 septembre.
- 29 septembre 1944 : l'U-310 coule le Samsuva de 72.19 tonnes et le Liberty ship Edward H. Crockett du convoi RA 60. Le n° 813 Naval Air Squadron Swordfish du HMS Campania coule l'U-921 le 30 septembre.

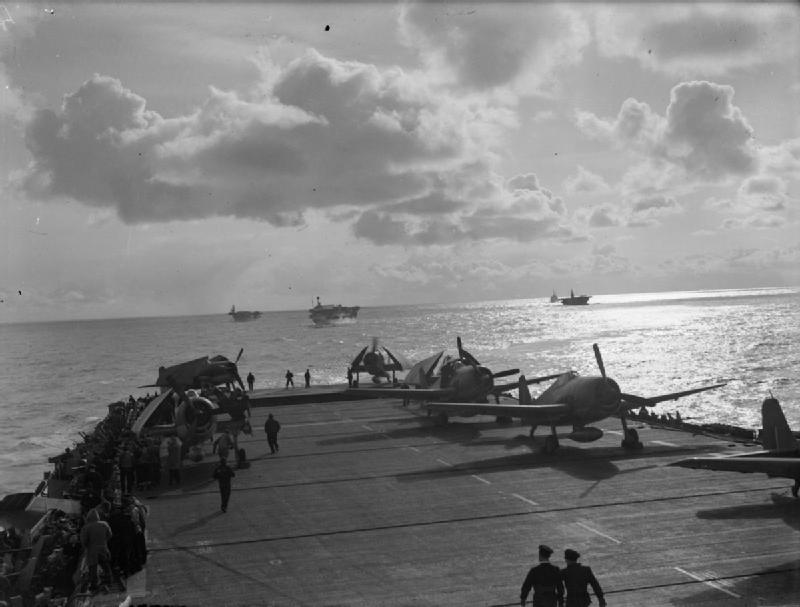
Les avions de l'opération Tungsten se préparent à une frappe aérienne sur Tirpitz

- 11 octobre 1944 : des torpilleurs soviétiques coulent le dragueur de mines allemand M-303 au large de Kiberg.
- 12 octobre 1944 : le sous-marin soviétique S-104 a coulé le Lumme de 1.730 tonnes à l' est de Tanafjord.
- 16 octobre 1944 : le brise-glace Eastwind (en) de la Garde côtière des États-Unis s'empare du navire météorologique allemand Externsteine (en) au large du Groenland.
- 21 octobre 1944 : des torpilleurs soviétiques coulent le dragueur de mines allemand M-31 au large de Honningsvåg.
- 26 octobre 1944 : l'infanterie navale soviétique s'empare de Kirkenes avec le soutien de destroyers de la flotte du Nord soviétique et de petits navires de guerre.
- 2 novembre 1944 : dans le convoi RA 61, l'U-295 endommage l'escorteur HMS Mounsey avec une torpille. Le HMS Venturer a coulé l'U-771 au large des Lofoten le 11 novembre.
- 12 novembre 1944 : Le Tirpitz est touché par les Avro Lancaster de la Royal Air Force.
- 2 décembre 1944 : l'U-363 coule Proletari de 1.123 tonnes au large de la Finlande.
- 9 décembre 1944 : les escorteurs du convoi RA 62 coulent l'U-387 à l'embouchure de la baie de Kola. L'U-365 a torpillé le HMS Cassandra le 11 décembre avant d'être coulé par le n° 813 Naval Air Squadron du HMS Campania le 13 décembre.
- 30 décembre 1944 : l'U-956 torpille Tbilissi de 7.176 tonnes au large de la baie de Kola.
- Décembre 1944 : la 4. Unterseebootsflottille s'établit à Narvik après le débarquement des troupes alliées en France.
- 16 janvier 1945 : l'U-997 coule Dejatelnyj à l'embouchure de la baie de Kola.
- 13 février 1945 : les bombardiers torpilleurs Junkers Ju 188 retirés de France après le débarquement de Normandie ont mené des attaques infructueuses contre le convoi JW 64. L'U-992 a coulé l'escorteur HMS Denbigh Castle à l'embouchure de la baie de Kola.
- 14 février 1945 : les U-boot coulent le Norfjell de 8.129 tonnes et le Liberty ship Horace Gray du convoi BK 3 à l'extérieur de la baie de Kola.
- 17 février 1945 : les escorteurs sortant de la baie de Kola pour le départ du convoi RA 64 coulent l'U-425.L'U-711 a coulé le HMS Bluebell et l'U-968 a endommagé le Liberty ship Thomas Scott et le HMSLark. Le 23 février, le KG 26 a coulé le Liberty ship Henry Bacon (le dernier navire à être coulé par des avions allemands pendant la Seconde Guerre mondiale).
- 20 mars 1945 : l'U-968 torpille les navires Horace Bushnell et Thomas Donaldson du convoi JW 65 et l'escorteur HMS Lapwing.
- 22 avril 1945 : l'U-997 coule Onega de 1.603 tonnes et torpille l' Idefjord de 4.287 tonnes du convoi PK 9.
- 29 avril 1945 : lors de la dernière bataille de convois commerciaux de la Seconde Guerre mondiale, l'U-286 coule le HMS Goodall à l'embouchure de la baie de Kola alors que les escorteurs du convoi JW 66 coulent les U-307 et U-286.

## Documentaire
- 2022 : 39-45 : la guerre de l'Arctique réalisé par Anna-Reeta Eksymä et Teemu Hostikka.